# Eishockey-Bayernliga 1994/95
Die Eishockey-Bayernliga 1994/95 wurde unter dem Dach des „Bayerischen Eissportverbandes“ (BEV) organisiert, sie ist die höchste Spielklasse des Landesverbandes Bayern und war hinter der neu gegründeten 2. Liga Süd als vierthöchste Spielklasse im deutschen Ligensystem eingestuft.

## Saisonverlauf
Die Eishockey-Bayernliga 1994/95 war die siebenundzwanzigste Ausspielung dieser Liga, die nach 21 Jahren wieder viertklassig wurde. Meister war der EV Germering, welcher auf sein Aufstiegsrecht verzichtete, das dann an den Vizemeister ERC Haßfurt Sharks überging. Zu den Absteigern gehörten der EHC Bad Aibling, ASV Dachau, ERC Regen und der SV Gendorf.

### Modus
Die 20 Teilnehmer spielten eine Einfachrunde in zwei Staffeln (West und Ost) zu je zehn Mannschaften. Die jeweils fünf besten Teams jeder Staffel qualifizierten sich für die gemeinsame Meisterrunde. Die restlichen Mannschaften spielten in einer Abstiegsrunde. Meister und Vizemeister nahmen an der Aufstiegsrunde zur 2. Liga Süd teil. Die Plätze eins und zwei der Aufstiegsrunde waren für die 2. Liga Süd 1995/96 qualifiziert. Die vier Letzten der Abstiegsrunde stiegen direkt in die Landesliga Bayern ab.

## Teilnehmer
Nicht mehr dabei waren die Auf- und Absteiger der Vorsaison. Neu hinzukamen die Absteiger (A) aus der Regionalliga Süd und die Aufsteiger (N) aus den Landesligen. Der ESV Bad Bayersoien gehörte ebenfalls zu den Absteigern aus der Regionalliga, zog sich aber in die Landesliga zurück.
| Gruppe West - ESV Burgau - ASV Dachau - ERC Haßfurt - EC Oberstdorf - EV Germering | Gruppe West - ERC Lechbruck - EC Pfaffenhofen - SC Bad Kissingen - EV Bad Wörishofen (Absteiger) - EV Fürstenfeldbruck (Aufsteiger) | Gruppe Ost - EV Pegnitz - ESC Dorfen - EV Moosburg - ESC Vilshofen - TSV Trostberg | Gruppe Ost - ERC Regen - EHC Bad Aibling - EV Berchtesgaden - DEC Frillensee Inzell - SV Gendorf (Absteiger) |

### Vorrunde
| Gruppe West |                         |        |        |
| Platz       | Verein                  | Spiele | Punkte |
| 1.          | EV Fürstenfeldbruck (N) | 18     | 26     |
| 2.          | EV Bad Wörishofen (A)   | 18     | 24     |
| 3.          | ERC Haßfurt             | 18     | 24     |
| 4.          | EV Germering            | 18     | 23     |
| 5.          | EC Oberstdorf           | 18     | 23     |
| 6.          | EC Pfaffenhofen         | 18     | 19     |
| 7.          | ERC Lechbruck           | 18     | 17     |
| 8.          | EV Burgau               | 18     | 15     |
| 9.          | SC Bad Kissingen        | 18     | 9      |
| 10.         | ASV Dachau              | 14     | 0      |

| Gruppe Ost |                  |        |        |
| Pos.       | Verein           | Spiele | Punkte |
| 1.         | ESC Dorfen       | 18     | 26     |
| 2.         | EV Pegnitz       | 18     | 24     |
| 3.         | DEC Inzell       | 18     | 21     |
| 4.         | TSV Trostberg    | 18     | 21     |
| 5.         | EV Berchtesgaden | 18     | 18     |
| 6.         | ESC Vilshofen    | 18     | 16     |
| 7.         | EHC Bad Aibling  | 18     | 15     |
| 8.         | EV Moosburg      | 18     | 15     |
| 9.         | ERC Regen        | 18     | 14     |
| 10         | SV Gendorf (A)   | 18     | 11     |

(A) = Absteiger (N) = Neu in der Liga  Für die Meisterrunde qualifiziert  Teilnehmer der Abstiegsrunde
- Staffelsieger West und damit westbayerischer Meister wurde der EV Fürstenfeldbruck
- Staffelsieger Ost und damit ostbayerischer Meister wurde der ESC Dorfen

### Endrunden
| Meisterrunde |                         |        |
| Platz        | Verein                  | Spiele |
| 1.           | EV Germering            | 18     |
| 2.           | ERC Haßfurt             | 18     |
| 3.           | ERC Dorfen              | 18     |
| 4.           | EV Fürstenfeldbruck (N) | 18     |
| *            | EC Oberstdorf           | 18     |
| *            | EV Bad Wörishofen (A)   | 18     |
| *            | EV Pegnitz              | 18     |
| *            | DEC Inzell              | 18     |
| *            | TSV Trostberg           | 18     |
| *            | EV Berchtesgaden        | 18     |

| Abstiegsrunde |                  |        |
| Pos.          | Verein           | Spiele |
| *             | ESC Vilshofen    | 18     |
| *             | SC Bad Kissingen | 18     |
| *             | EV Moosburg      | 18     |
| *             | ERC Lechbruck    | 18     |
| *             | EV Burgau        | 18     |
| *             | EC Pfaffenhofen  | 18     |
| 7.            | ERC Regen        | 18     |
| 8.            | SV Gendorf (A)   | 18     |
| 9.            | EHC Bad Aibling  | 18     |
| 10.           | ASV Dachau       | 18     |

(A) = Absteiger (N) = Neu in der Liga, Aufstiegsrundenteilnehmer = fett gedruckt, Endplatzierung nicht bekannt *
-  Meister (Aufstiegsverzicht)  Vizemeister und Aufsteiger  Absteiger in die Landesligen
- Bayerischer Meister 1994/95 wurde der EV Germering

## Aufstiegsrunde
An der vom DEB ausgerichteten Aufstiegsrunde zur 2. Liga Süd 1995/96 nahmen Meister und Vizemeister der Bayernliga,
der Sachsenmeister und der Meister aus der Region Südwest teil.
|    | Mannschaft                    | Sp | S | U | N | Tore  | Diff. | Pkte |
| -- | ----------------------------- | -- | - | - | - | ----- | ----- | ---- |
| 1. | SG Wernau-Esslingen (Südwest) | 6  | 5 | 0 | 1 | 27:18 | +9    | 10   |
| 2. | EHC Germering (Bayern 1)      | 6  | 4 | 1 | 1 | 25:14 | +11   | 9    |
| 3. | ERC Haßfurt (Bayern 2)        | 6  | 2 | 1 | 3 | 26:23 | +3    | 5    |
| 4. | ESC Dresden (Sachsen)         | 6  | 0 | 0 | 6 | 10:33 | −23   | 0    |

 Aufsteiger zur 2. Liga Süd 1995/96, der EV Germering hat auf sein Aufstiegsrecht verzichtet, so konnte der ERC Haßfurt nachrücken.